# Siracusa megye
Siracusa megye (olaszul Provincia di Siracusa) Olaszország Szicília régiójának megyéje. Székhelye Siracusa.

## Fekvése

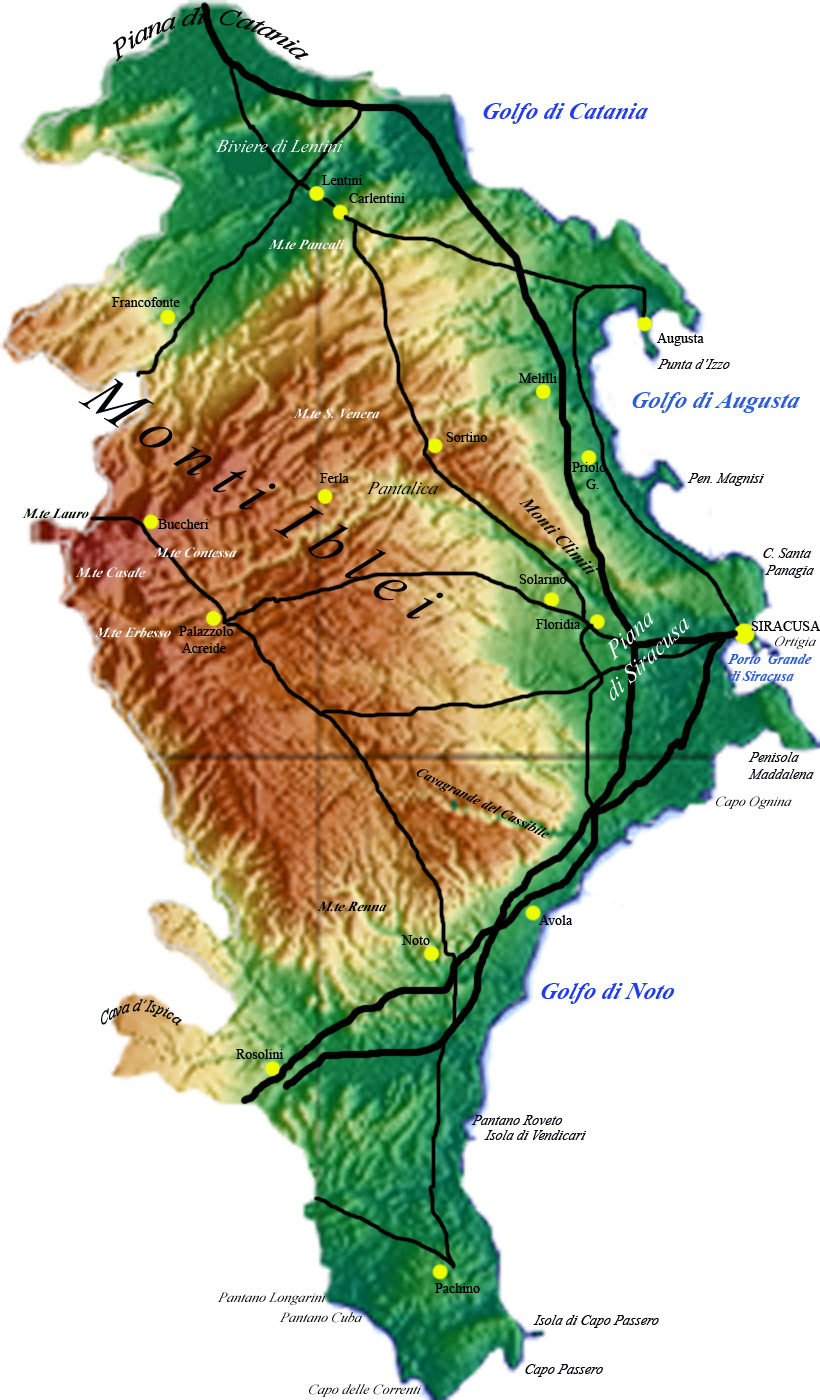
Siracusa megye domborzati térképe

Siracusa megye Szicília keleti részét foglalja el. Keleten és délen a Jón-tenger és a Földközi-tenger határolja, északon Catania, nyugaton Ragusa megyével szomszédos.
A megye domborzata hegyvidéki jellegű. A legnagyobb síkvidék a Milazzo körüli tengerparti síkság. A legnagyobb folyója az Alcantara valamint a Timeto és Pollina.

### Hegyek

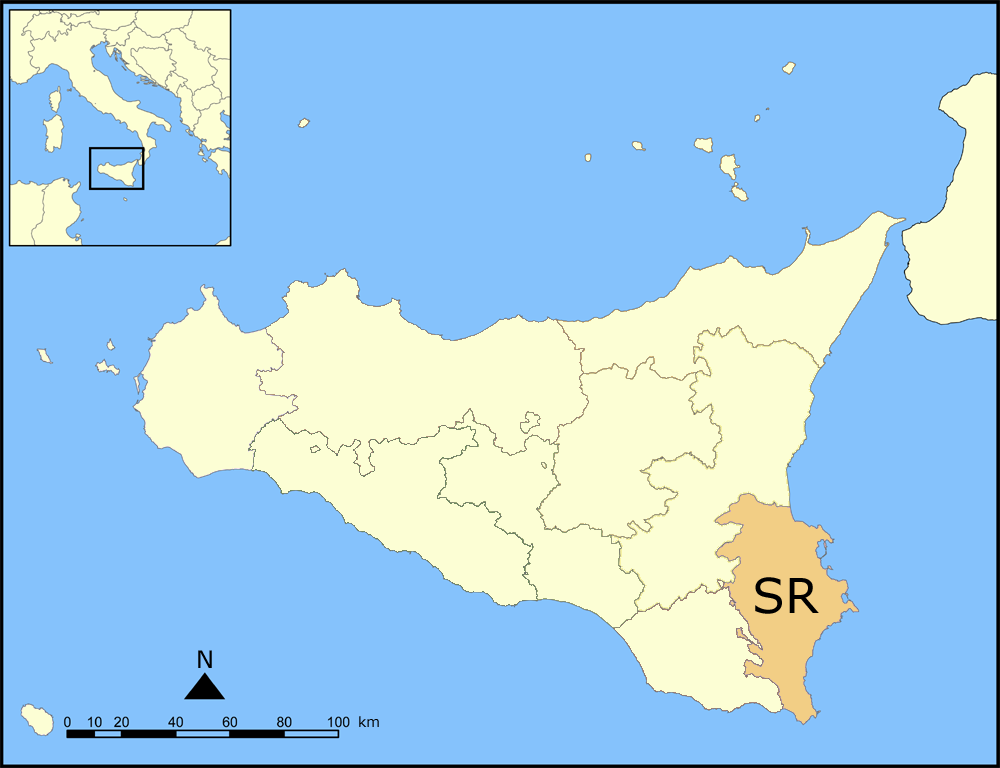
Siracusa megye fekvése Szicílián belül

A megye domborzatát nagyban befolyásolta az egykori vulkáni tevékenység, amelynek eredményeképp a megye területe elsősorban dombvidék, kivéve a tengerpart egyes sík részeit.
Legfontosabb hegyvidéke a Iblai-hegység, amely egyben természetes határt is képez Ragusa megyével. Legmagasabb pontja a Monte Lauro (986 m).

### Folyók
A megye vizekben gazdag. Legfontosabb vízfolyása a Margi-San Leonardo, a Ciane, az Anapo, a Cassibile, az Asinaro és a Tellaro.

### Tengerpart
A siracusai partokat a Jón-tenger és a Szicíliai-csatorna vizei mossák. A tengerpart szaggatott, több öble és szigete is van: (Augustai-öböl, Porto Grande di Siracusa, Notoi-öböl), Ortigia-sziget, Isola di Capo Passero), és a félszigetei: (Magnisi, Maddalena és Capo Passero).
Szigetei:
- Isola di Augusta
- Isola di Ortigia
- Isola di Ognina
- Vendicari-sziget
- Isola di Capo Passero
- Isola delle Correnti

### Klíma
A megye klímáját enyhe tél (átlagosan 10 °C) és meleg nyár jellemzi, amikor a hőmérséklet elérheti a 45 °C-ot is.

## Demográfia
Siracusa megye a majd négyszázezer lakosával Szicília hatodik legnépesebb megyéje. A megyében a legtöbb lakosa Siracusa városnak van. A legsűrűbben lakott Floridia.

### Községek
Siracusa megyéhez 21 község (comuni) tartozik:
| Község                    | Lakosok (fő) | Terület (km²) |
| ------------------------- | ------------ | ------------- |
| Augusta                   | 34.062       | 109,33 km²    |
| Avola                     | 31.679       | 74,27 km²     |
| Buccheri                  | 2.182        | 57,43 km²     |
| Buscemi                   | 1.153        | 51 km²        |
| Canicattini Bagni         | 7.354        | 15 km²        |
| Carlentini                | 17.586       | 157 km²       |
| Cassaro                   | 839          | 19,38 km²     |
| Ferla                     | 2.636        | 24,77 km²     |
| Floridia                  | 22.600       | 26,22 km²     |
| Francofonte               | 12.523       | 73,95 km²     |
| Lentini                   | 24.036       | 215,75 km²    |
| Melilli                   | 12.897       | 163,03 km²    |
| Noto                      | 24.004       | 550,86 km²    |
| Pachino                   | 21.731       | 50,47 km²     |
| Palazzolo Acreide         | 9.061        | 86,34 km²     |
| Portopalo di Capo Passero | 3.684        | 14,87 km²     |
| Priolo Gargallo           | 12.189       | 57,58 km²     |
| Rosolini                  | 21.581       | 76,15 km²     |
| Siracusa                  | 124.016      | 204 km²       |
| Solarino                  | 7.503        | 13,01 km²     |
| Sortino                   | 8.986        | 93,19 km²     |

## Gazdaság
A siracusai gazdaság jelenleg erősen stagnál, csak az agrárium, a turizmus és a vegyipar jelentős.

### Mezőgazdaság

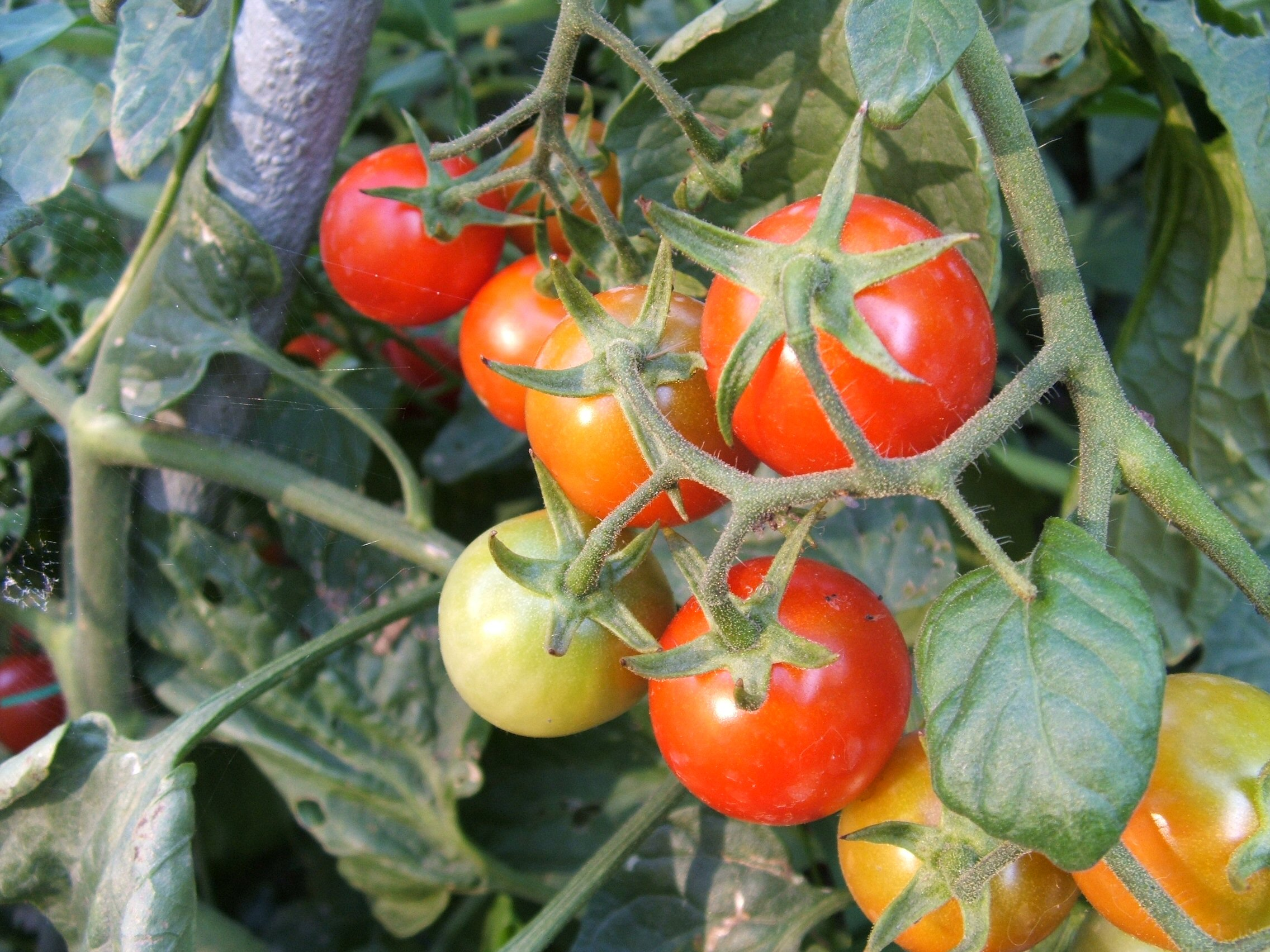
A pachinói paradicsom az egyik legfontosabb termék a megyében

Az 1960-as évekig, a prioloi petrolkémiai ipar születéséig a megye szinte csak mezőgazdasági jellegű volt. Területén elsősorban citrusféléket, olívát, mandulát és paradicsomot termelnek.

#### Termékek
A megye legfontosabb agrártermékei:
1. A szicíliai vérnarancs, amelyet elsősorban Lentiniben, Francofontéban, Carlentiniben, Buccheriben, Melilliben, Augustában, Priolo Gargallóban, Siracusában, Floridiában, Solarinóban, Sortinóban és Notóban állítanak elő.
2. A Monti Iblei olívaolaj
3. A Caciocavallo sajt, Ragusa
4. Moscato di Noto muskotálybor és habzóbor
5. Moscato di Siracusa, muskotálybor.

### Ipar

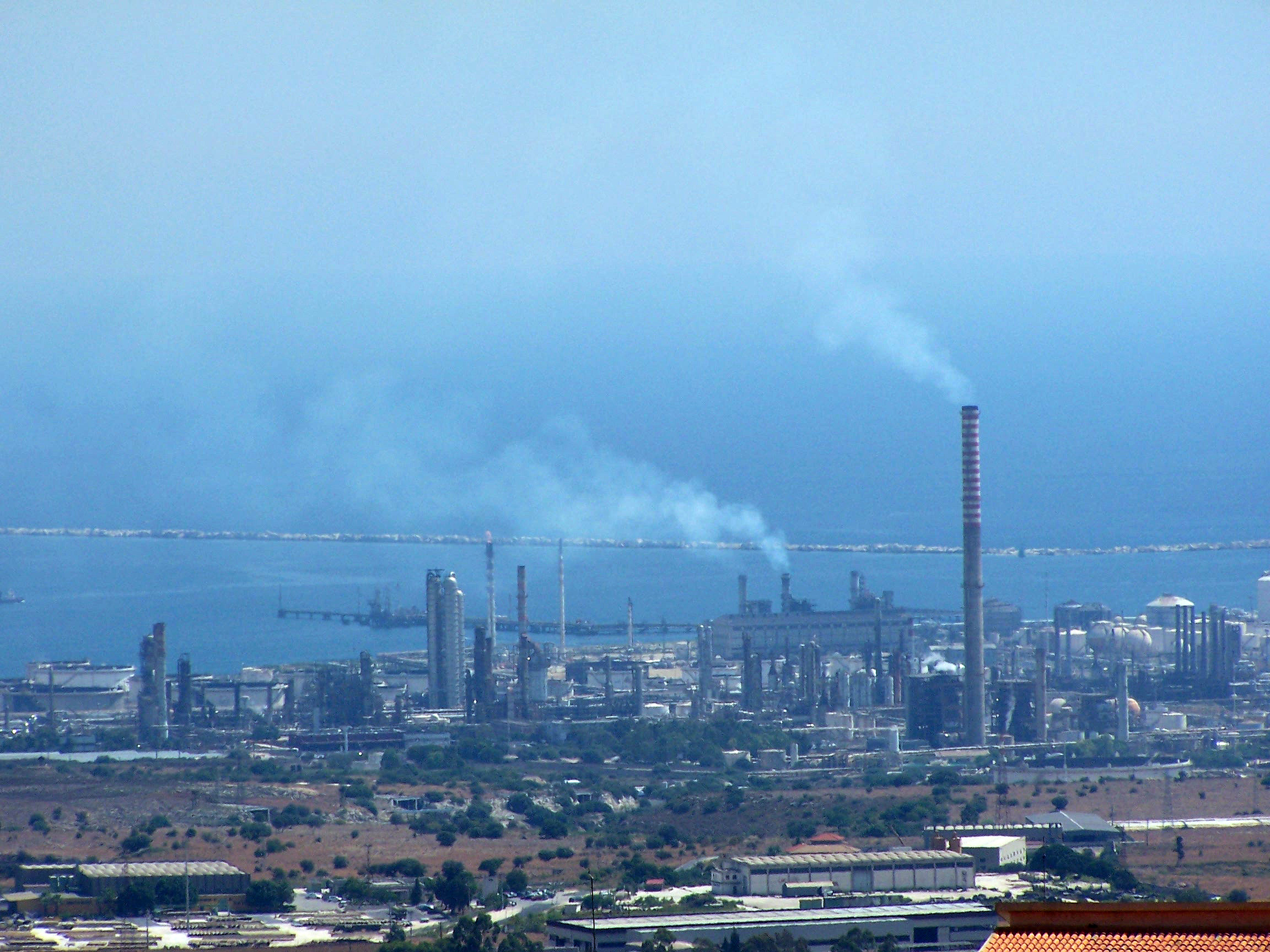
A siracusai olajtelep

Az ipar a Priolo, Augusta és Melilli által körbezárt területet jellemzi, itt is csak olajfinomítókat és vegyipart találunk. Sok üzemet bezártak, az ágazat válságban van, három finomító maradt fenn, az ERG, az Esso és a volt AGIP.

### Halászat
A halászati szektor kifejezetten fejlett Portopalo, Marzamemi és Notovidékén, és figyelemreméltó a kagylótenyésztés Siracusa és Augusta partjainál.

### Turizmus

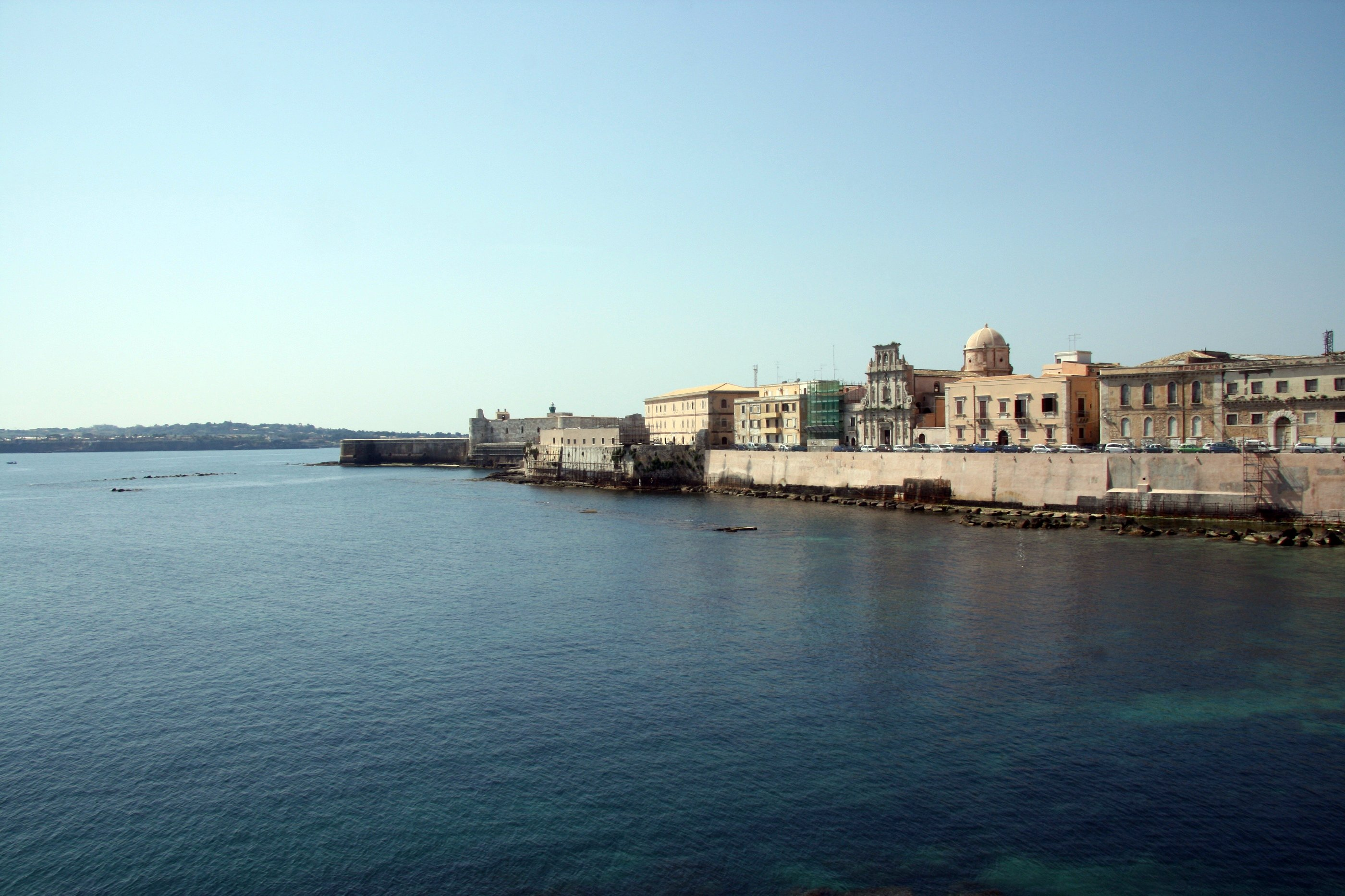
Az Ortigia sziget (Siracusa városmagja) és a tenger

Az idegenforgalom jelentősége folyamatosan növekszik. A legnagyobb vonzerőt a megyeszékhely és a világörökségi helyszínek jelentik: (Noto, Palazzolo Acreide és Pantalica), valamint a tengerparti üdülőhelyek, mint (Noto, Avola, Portopalo di Capo Passero, Fontane Bianche, Arenella, Marzamemi, Brucoli és Agnone Bagni). Lényegesek a régészeti lelőhelyek is: Leontinoi, Akrai, Megara Iblea, Eloro, Avola Antica, Noto Antica).

## Közlekedés

### Autópályák
A megyét az NSA339-es autópálya és az A18-as autópálya érinti, és összesen 57 km autópályával rendelkezik.
- A18-as autópálya
- NSA339-es autópálya

### Vasút

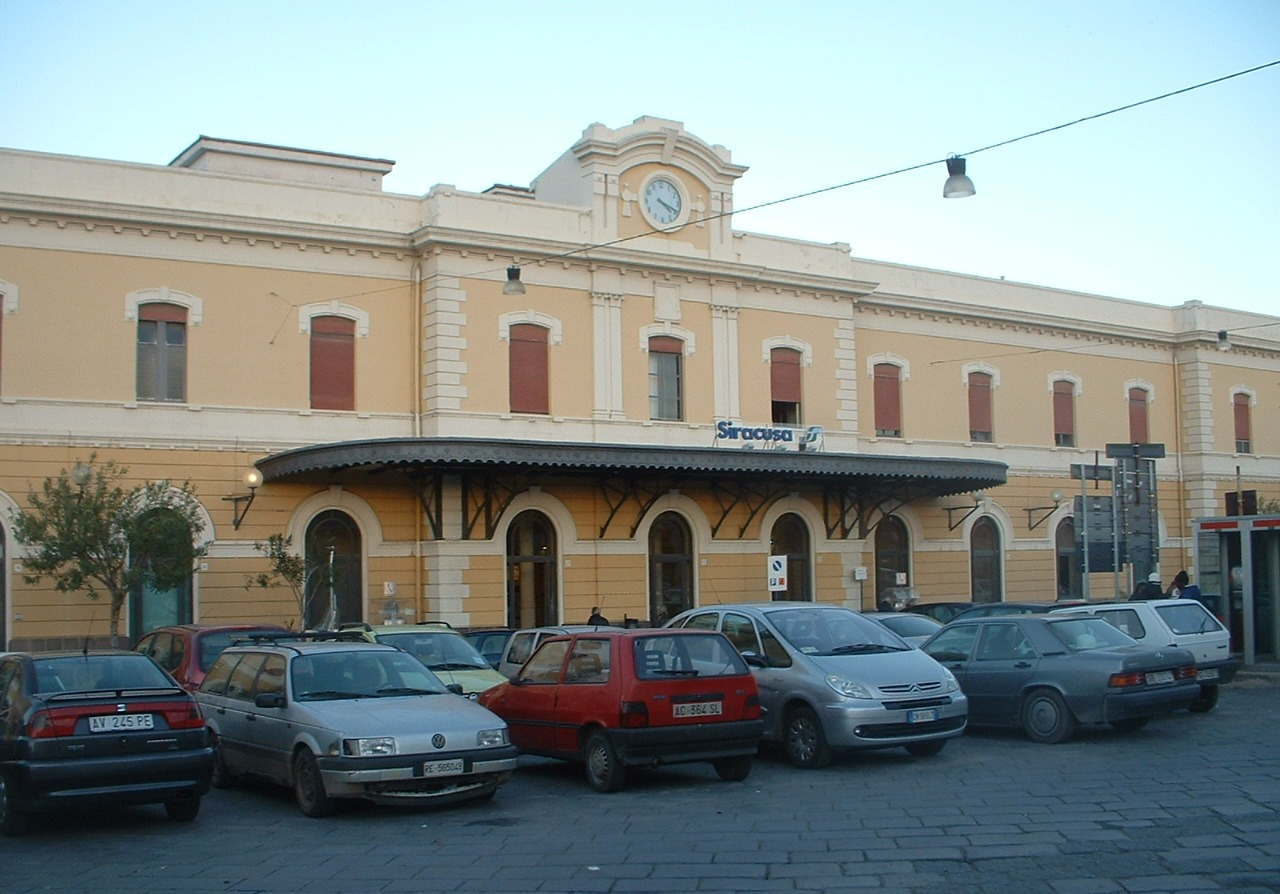
Siracusa állomása

A jelenlegi vasúti hálózat gyakorlatilag végig egyvágányos, kivéve a Siracusa és Targia közötti szakaszt és csak Catania irányában villamosított.

### Kikötők

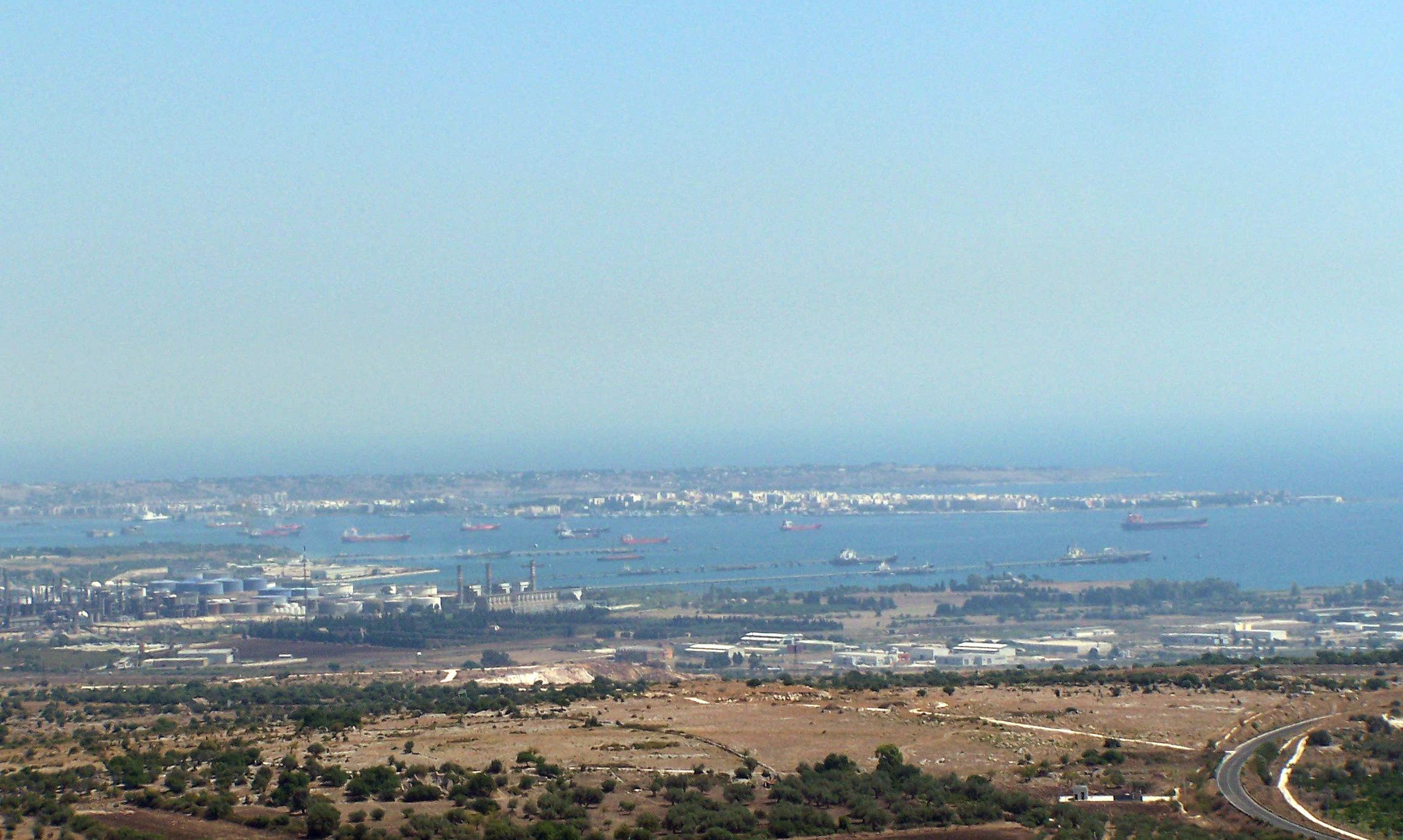
Augusta kikötője

A megye nem rendelkezik fontos kikötőkkel, a leglényegesebb a siracusai, az augustai, ahol katonai célokra is használják.

### Repterek
A megyében nincs polgári reptér, csak egy katonai légikikötő Sigonellaban. A legközelebbi civil repülőtér a cataniai.

#### Világörökség
Siracusa megye két világörökségi helyszínnel rendelkezik:
- A Val di Noto késő barokk városai (2002)
- Siracusa óvárosa és Pantalica nekropolisza (2005)

### Folklór
A megye folklórját elsősorban a vallási ünnepek jellemzik, amelyeket az év minden szakában tartanak.

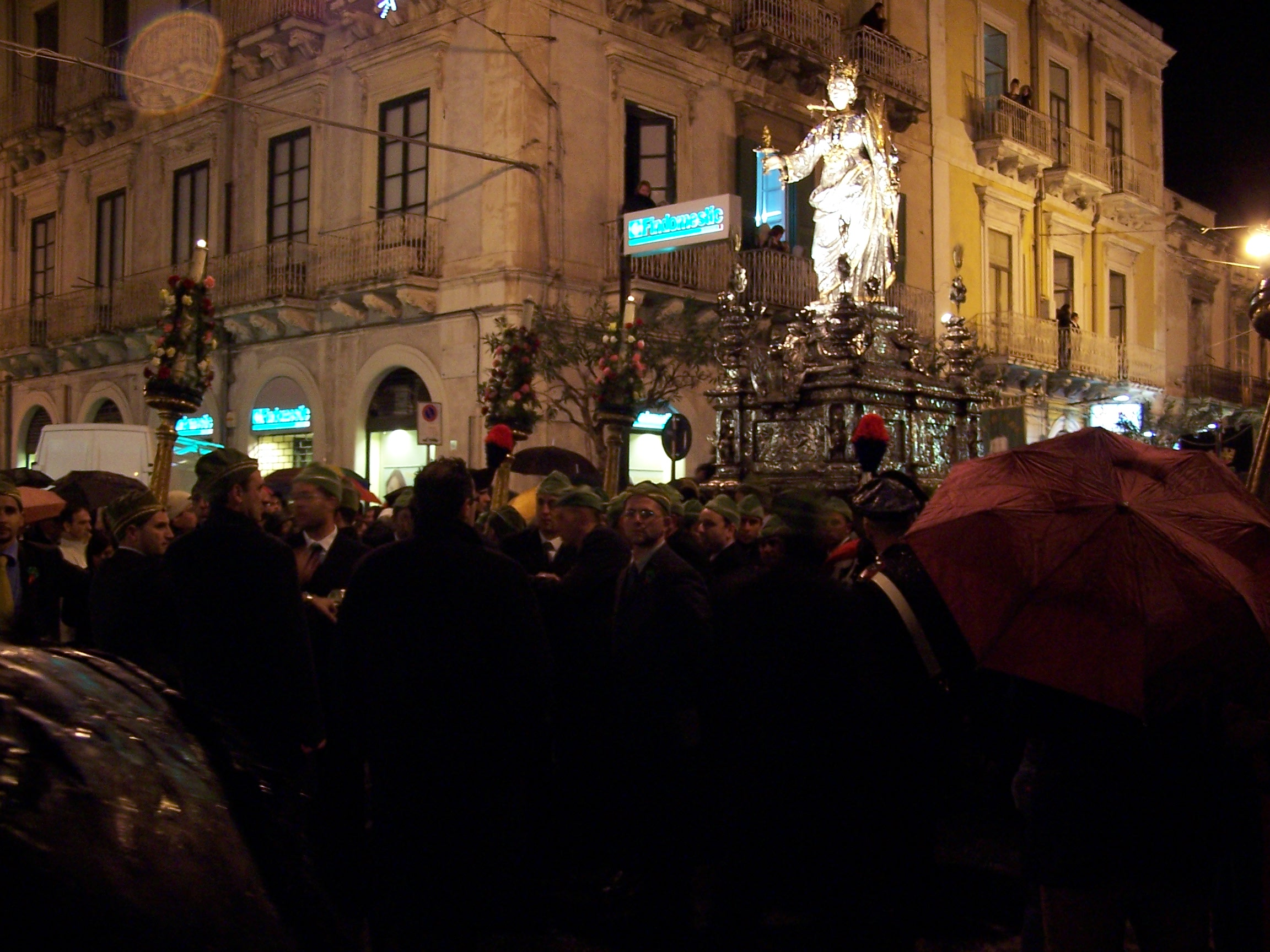
La Festa di Santa Lucia, Siracusa

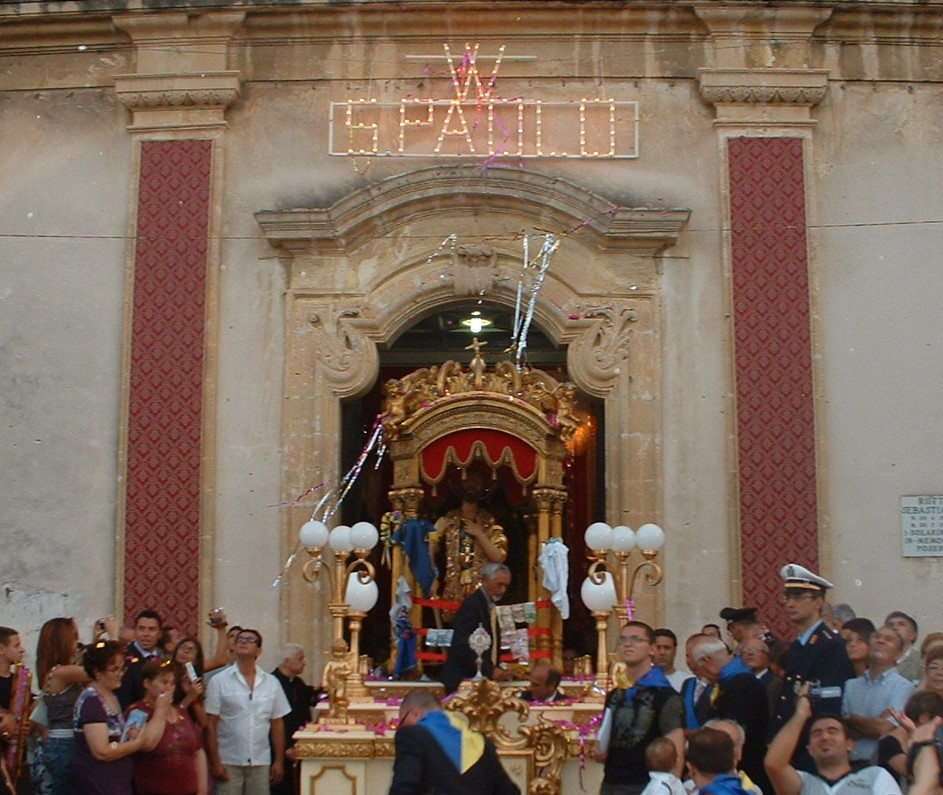
La Festa di San Paolo, Solarino

## Külső hivatkozások
- Siracusa megye honlapja